# BNP Paribas Open 2021
BNP Paribas Open 2021, známý jako Indian Wells Masters 2021, byl společný tenisový turnaj mužského okruhu ATP Tour a ženského okruhu WTA Tour, hraný v areálu Indian Wells Tennis Garden na otevřených dvorcích s tvrdým povrchem Plexipave. Konal se v kalifornském Indian Wells jako 45. ročník mužského a 32. ročník ženského turnaje. Původní termín mezi 4. až 21. březnem 2021 byl přesunut na 5. až 17. října téhož roku kvůli pandemii covidu-19, která stála i za zrušením kalifornské události v sezóně 2020.
Mužská polovina dotovaná 9 146 125 dolary se řadila kategorie okruhu ATP Tour Masters 1000. Ženská část disponovala rozpočtem 8 150 470 dolarů a patřila do kategorie WTA 1000. Nejvýše nasazenými v singlových soutěžích se stali světová dvojka Daniil Medveděv z Ruska a třetí tenistka klasifikace Karolína Plíšková z Česka. Jako poslední přímí účastníci do dvouher nastoupili 110. hráč žebříčku, Kolumbijec Daniel Elahi Galán, a mezi ženami 98. žena klasifikace Lauren Davisová ze Spojených států.
Druhý singlový titul na okruhu ATP Tour vybojoval Cameron Norrie, jenž se stal prvním britským vítězem této soutěže v Indian Wells. Poprvé se posunul do elitní světové dvacítky na 16. místo. Rovněž Paula Badosová si odvezla druhou singlovou trofej z okruhu WTA Tour, a první v kategorii WTA 1000. Také se stala první španělskou šampionkou v Indian Wells a  premiérově pronikla do světové dvacítky na 13. příčku. Mužský debl ovládl australsko-slovenský pár John Peers a Filip Polášek, jehož členové si připsali první společný triumf. Ženskou čtyřhřu vyhrála tchajwansko-belgická dvojice Sie Šu-wej a Elise Mertensová. Spoluhráčky vybojovaly druhou párovou trofej. Sie se po skončení vrátila do čela deblového žebříčku WTA.

## Rozdělení bodů a finančních odměn

### Rozdělení bodů
| Soutěž       | vítězové | finalisté | semifinalisté | čtvrtfinalisté | 16 v kole | 32 v kole | 64 v kole | 96 v kole | Q  | Q2 | Q1 |
| ------------ | -------- | --------- | ------------- | -------------- | --------- | --------- | --------- | --------- | -- | -- | -- |
| dvouhra mužů | 1000     | 600       | 360           | 180            | 90        | 45        | 25        | 10        | 16 | 8  | 0  |
| čtyřhra mužů | 1000     | 600       | 360           | 180            | 90        | 0         | —         | —         | —  | —  | —  |
| dvouhra žen  | 1000     | 650       | 390           | 215            | 120       | 65        | 35        | 10        | 30 | 20 | 2  |
| čtyřhra žen  | 1000     | 650       | 390           | 215            | 120       | 10        | —         | —         | —  | —  | —  |

### Finanční odměny
| Soutěž                              | vítězové    | finalisté | semifinalisté | čtvrtfinalisté | 16 v kole | 32 v kole | 64 v kole | 96 v kole | Q2      | Q1      |
| ----------------------------------- | ----------- | --------- | ------------- | -------------- | --------- | --------- | --------- | --------- | ------- | ------- |
| dvouhra mužů                        | 1 209 730 $ | 640 000 $ | 335 000 $     | 175 000 $      | 92 000 $  | 51 895 $  | 29 045 $  | 18 155 $  | 9 110 $ | 4 785 $ |
| dvouhra žen                         | 1 209 730 $ | 640 000 $ | 335 000 $     | 175 000 $      | 92 000 $  | 51 895 $  | 29 045 $  | 18 155 $  | 9 110 $ | 4 785 $ |
| čtyřhra mužů                        | 68 440 $    | 414 500 $ | 220 000 $     | 117 240 $      | 59 740 $  | 31 500 $  | 16 870 $  | —         | —       | —       |
| čtyřhra žen                         | 68 440 $    | 414 500 $ | 220 000 $     | 117 240 $      | 59 740 $  | 31 500 $  | 16 870 $  | —         | —       | —       |
| ve čtyřhře je částka uvedena na pár |             |           |               |                |           |           |           |           |         |         |

## Dvouhra mužů

### Nasazení
| Stát                          | Hráč                  | ATP | Nasazení |
| ----------------------------- | --------------------- | --- | -------- |
| Rusko                         | Daniil Medveděv       | 2.  | 1.       |
| Řecko                         | Stefanos Tsitsipas    | 3.  | 2.       |
| Německo                       | Alexander Zverev      | 4.  | 3.       |
| Rusko                         | Andrej Rubljov        | 5.  | 4.       |
| Itálie                        | Matteo Berrettini     | 7.  | 5.       |
| Norsko                        | Casper Ruud           | 10. | 6.       |
| Kanada                        | Félix Auger-Aliassime | 11. | 7.       |
| Polsko                        | Hubert Hurkacz        | 12. | 8.       |
| Kanada                        | Denis Shapovalov      | 13. | 9.       |
| Itálie                        | Jannik Sinner         | 14. | 10.      |
| Argentina                     | Diego Schwartzman     | 15. | 11.      |
| Španělsko                     | Pablo Carreño Busta   | 16. | 12.      |
| Chile                         | Cristian Garín        | 17. | 13.      |
| Francie                       | Gaël Monfils          | 18. | 14.      |
| Španělsko                     | Roberto Bautista Agut | 19. | 15.      |
| USA                           | Reilly Opelka         | 20. | 16.      |
| Itálie                        | Lorenzo Sonego        | 21. | 17.      |
| Spojené království            | Daniel Evans          | 22. | 18.      |
| USA                           | John Isner            | 23. | 19.      |
| Rusko                         | Aslan Karacev         | 24. | 20.      |
| Spojené království            | Cameron Norrie        | 26. | 21.      |
| Austrálie                     | Alex de Minaur        | 27. | 22.      |
| Bulharsko                     | Grigor Dimitrov       | 28. | 23.      |
| Rusko                         | Karen Chačanov        | 29. | 24.      |
| Itálie                        | Fabio Fognini         | 30. | 25.      |
| Jižní Afrika                  | Lloyd Harris          | 31. | 26.      |
| Srbsko                        | Filip Krajinović      | 34. | 27.      |
| Srbsko                        | Dušan Lajović         | 35. | 28.      |
| Gruzie                        | Nikoloz Basilašvili   | 36. | 29.      |
| Španělsko                     | Carlos Alcaraz        | 38. | 30.      |
| USA                           | Taylor Fritz          | 39. | 31.      |
| USA                           | Sebastian Korda       | 40. | 32.      |
| Žebříček ATP ke 4. říjnu 2021 |                       |     |          |

### Jiné formy účasti
Následující hráči obdrželi divokou kartu do hlavní soutěže:
- Andy Murray
- Holger Rune
- Jack Sock
- Zachary Svajda
- J.J. Wolf

Následující hráč nastoupil do hlavní soutěže pod žebříčkovou ochranou:
- Philipp Kohlschreiber

Následující hráči postoupili z kvalifikace:
- Botic van de Zandschulp
- Salvatore Caruso
- Roberto Marcora
- Maxime Cressy
- Ernesto Escobedo
- Alejandro Tabilo
- Renzo Olivo
- Cem İlkel
- Christopher Eubanks
- João Sousa
- Emilio Gómez
- Aleksandar Vukic

### Odhlášení
před zahájením turnaje
- Aljaž Bedene → nahradil jej  Daniel Altmaier
- Alexandr Bublik → nahradil jej  Carlos Taberner
- Jérémy Chardy → nahradil jej  Thiago Monteiro
- Marin Čilić → nahradil jej  Jenson Brooksby
- Borna Ćorić → nahradil jej  Guido Pella
- Pablo Cuevas → nahradil jej  Roberto Carballés Baena
- Novak Djoković → nahradil jej  Feliciano López
- Roger Federer → nahradil jej  Philipp Kohlschreiber
- David Goffin → nahradil jej  Jegor Gerasimov
- Ugo Humbert → nahradil jej  Steve Johnson
- Ilja Ivaška → nahradil jej  Daniel Elahi Galán
- Rafael Nadal → nahradil jej  Brandon Nakashima
- Milos Raonic → nahradil jej  Denis Kudla
- Dominic Thiem → nahradil jej  Facundo Bagnis
- Stan Wawrinka → nahradil jej  Tennys Sandgren
- Mikael Ymer → nahradil jej  Taró Daniel

## Mužská čtyřhra

### Nasazení
| Stát                                                                                   | Hráč                 | Stát               | Hráč             | ATP | Nasazení |
| -------------------------------------------------------------------------------------- | -------------------- | ------------------ | ---------------- | --- | -------- |
| Chorvatsko                                                                             | Nikola Mektić        | Chorvatsko         | Mate Pavić       | 3.  | 1.       |
| USA                                                                                    | Rajeev Ram           | Spojené království | Joe Salisbury    | 7.  | 2.       |
| Španělsko                                                                              | Marcel Granollers    | Argentina          | Horacio Zeballos | 15. | 3.       |
| Kolumbie                                                                               | Juan Sebastián Cabal | Kolumbie           | Robert Farah     | 24. | 4.       |
| Německo                                                                                | Kevin Krawietz       | Rumunsko           | Horia Tecău      | 29. | 5.       |
| Spojené království                                                                     | Jamie Murray         | Brazílie           | Bruno Soares     | 30. | 6.       |
| Chorvatsko                                                                             | Ivan Dodig           | Brazílie           | Marcelo Melo     | 32. | 7.       |
| Austrálie                                                                              | John Peers           | Slovensko          | Filip Polášek    | 33. | 8.       |
| Žebříček ATP ke 4. říjnu 2021; číslo je součtem žebříčkového postavení obou členů páru |                      |                    |                  |     |          |

### Jiné formy účasti
Následující páry obdržely divokou kartu do hlavní soutěže:
- John Isner /  Jack Sock
- Steve Johnson /  Sam Querrey
- Mackenzie McDonald /  Brandon Nakashima

## Ženská dvouhra

### Nasazení
| Stát                          | Hráčka                     | WTA | Nasazení |
| ----------------------------- | -------------------------- | --- | -------- |
| Česko                         | Karolína Plíšková          | 3.  | 1.       |
| Polsko                        | Iga Świąteková             | 4.  | 2.       |
| Česko                         | Barbora Krejčíková         | 5.  | 3.       |
| Ukrajina                      | Elina Svitolinová          | 7.  | 4.       |
| Španělsko                     | Garbiñe Muguruzaová        | 6.  | 5.       |
| Řecko                         | Maria Sakkariová           | 9.  | 6.       |
| Česko                         | Petra Kvitová              | 11. | 7.       |
| Švýcarsko                     | Belinda Bencicová          | 10. | 8.       |
| Rusko                         | Anastasija Pavljučenkovová | 13. | 9.       |
| Německo                       | Angelique Kerberová        | 15. | 10.      |
| Rumunsko                      | Simona Halepová            | 17. | 11.      |
| Tunisko                       | Ons Džabúrová              | 14. | 12.      |
| Kazachstán                    | Jelena Rybakinová          | 16. | 13.      |
| Belgie                        | Elise Mertensová           | 18. | 14.      |
| USA                           | Coco Gauffová              | 19. | 15.      |
| Kanada                        | Bianca Andreescuová        | 21. | 16.      |
| Spojené království            | Emma Raducanuová           | 22. | 17.      |
| Estonsko                      | Anett Kontaveitová         | 20. | 18.      |
| USA                           | Jessica Pegulaová          | 24. | 19.      |
| Rusko                         | Darja Kasatkinová          | 30. | 20.      |
| Španělsko                     | Paula Badosová             | 27. | 21.      |
| USA                           | Danielle Collinsová        | 25. | 22.      |
| Kanada                        | Leylah Fernandezová        | 28. | 23.      |
| Lotyšsko                      | Jeļena Ostapenková         | 29. | 24.      |
| Rusko                         | Veronika Kuděrmetovová     | 31. | 25.      |
| Slovinsko                     | Tamara Zidanšeková         | 33. | 26.      |
| Bělorusko                     | Viktoria Azarenková        | 32. | 27.      |
| Španělsko                     | Sara Sorribesová Tormová   | 35. | 28.      |
| Argentina                     | Nadia Podoroská            | 36. | 29.      |
| Itálie                        | Camila Giorgiová           | 38. | 30.      |
| Švýcarsko                     | Jil Teichmannová           | 39. | 31.      |
| Rumunsko                      | Sorana Cîrsteaová          | 40. | 32.      |
| Žebříček WTA ke 4. říjnu 2021 |                            |     |          |

### Jiné formy účasti
Následující hráčky obdržely divokou kartu do hlavní soutěže:
- Kim Clijstersová
- Elsa Jacquemotová
- Ashlyn Kruegerová
- Claire Liuová
- Caty McNallyová
- Emma Raducanuová
- Katrina Scottová
- Katie Volynetsová

Následující hráčka nastoupila do hlavní soutěže pod žebříčkovou ochranou:
- Čeng Saj-saj

Následující hráčky postoupily z kvalifikace:
- Kateryna Kozlovová
- Martina Trevisanová
- Elena-Gabriela Ruseová
- Astra Sharmaová
- Magdalena Fręchová
- Zarina Dijasová
- Mai Hontamová
- Anna Kalinská
- Usue Maitane Arconadová
- Liang En-šuo
- Alycia Parksová
- Kirsten Flipkensová

Následující hráčka postoupila z kvalifikace jako šťastná poražená:
- Jasmine Paoliniová

#### Odhlášení
před zahájením turnaje
- Jekatěrina Alexandrovová → nahradila ji  Marie Bouzková
- Ashleigh Bartyová → nahradila ji  Polona Hercogová
- Jennifer Bradyová → nahradila ji  Camila Osoriová
- Sofia Keninová → nahradila ji  Ana Konjuhová
- Johanna Kontaová → nahradila ji  Sie Šu-wej
- Caty McNallyová → nahradila ji  Jasmine Paoliniová
- Kristina Mladenovicová → nahradila ji  Nuria Párrizasová Díazová
- Karolína Muchová → nahradila ji  Aljaksandra Sasnovičová
- Naomi Ósakaová → nahradila ji  Misaki Doiová
- Aryna Sabalenková → nahradila ji  Lauren Davisová
- Alison Van Uytvancková → nahradila ji  Majar Šarífová
- Jelena Vesninová → nahradila ji  Anna Karolína Schmiedlová
- Serena Williamsová → nahradila ji  Madison Brengleová

## Ženská čtyřhra

### Nasazení
| Stát                                                                                    | Hráčka                         | Stát       | Hráčka              | WTA | Nasazení |
| --------------------------------------------------------------------------------------- | ------------------------------ | ---------- | ------------------- | --- | -------- |
| Česko                                                                                   | Barbora Krejčíková             | Česko      | Kateřina Siniaková  | 3.  | 1.       |
| Čínská Tchaj-pej                                                                        | Sie Šu-wej                     | Belgie     | Elise Mertensová    | 7.  | 2.       |
| Japonsko                                                                                | Šúko Aojamová                  | Japonsko   | Ena Šibaharaová     | 16. | 3.       |
| Chile                                                                                   | Alexa Guarachiová              | USA        | Desirae Krawczyková | 31. | 4.       |
| USA                                                                                     | Nicole Melicharová-Martinezová | Nizozemsko | Demi Schuursová     | 35. | 5.       |
| USA                                                                                     | Hayley Carterová               | Kanada     | Gabriela Dabrowská  | 41. | 6.       |
| Chorvatsko                                                                              | Darija Juraková                | Slovinsko  | Andreja Klepačová   | 46. | 7.       |
| Kanada                                                                                  | Sharon Fichmanová              | Mexiko     | Giuliana Olmosová   | 57. | 8.       |
| Žebříček WTA ke 4. říjnu 2021; číslo je součtem žebříčkového postavení obou členek páru |                                |            |                     |     |          |

### Jiné formy účasti
Následující páry obdržely divokou kartu do hlavní soutěže:
- Kim Clijstersová /  Samantha Stosurová

Následující páry nastoupily pod žebříčkovou ochranou:
- Nao Hibinová /  Alicja Rosolská
- Julia Lohoffová /  Alexandra Panovová
- Anastasia Rodionovová /  Arina Rodionovová

### Odhlášení
před zahájením turnaje
- Anna Blinkovová /  Aljaksandra Sasnovičová → nahradily je  Ulrikke Eikeriová /  Aljaksandra Sasnovičová
- Caroline Garciaová /  Kristina Mladenovicová → nahradily je  Kirsten Flipkensová /  Sara Sorribesová Tormová

## Přehled finále

### Mužská dvouhra
- Cameron Norrie vs.  Nikoloz Basilašvili, 3–6, 6–4, 6–1

### Ženská dvouhra
- Paula Badosová vs.  Viktoria Azarenková, 7–6(7–5), 2–6, 7–6(7–2)

### Mužská čtyřhra
- John Peers /  Filip Polášek vs.  Aslan Karacev /  Andrej Rubljov, 6–3, 7–6(7–5)

### Ženská čtyřhra
- Sie Šu-wej /  Elise Mertensová vs.  Veronika Kuděrmetovová /  Jelena Rybakinová, 7–6(7–1), 6–3